# ایده‌های قدیمی
«ایده‌های قدیمی» (به انگلیسی: Old Ideas) آلبومی از هنرمند اهل کانادا لئونارد کوهن است که در سال ۲۰۱۲ میلادی منتشر شد.